# Cajarc
Cajarc is een gemeente in het Franse departement Lot. De gemeente telde 1.134 inwoners op 1 januari 2022. Cajarc is hoofdplaats van het gelijknamige kanton.

## Geschiedenis

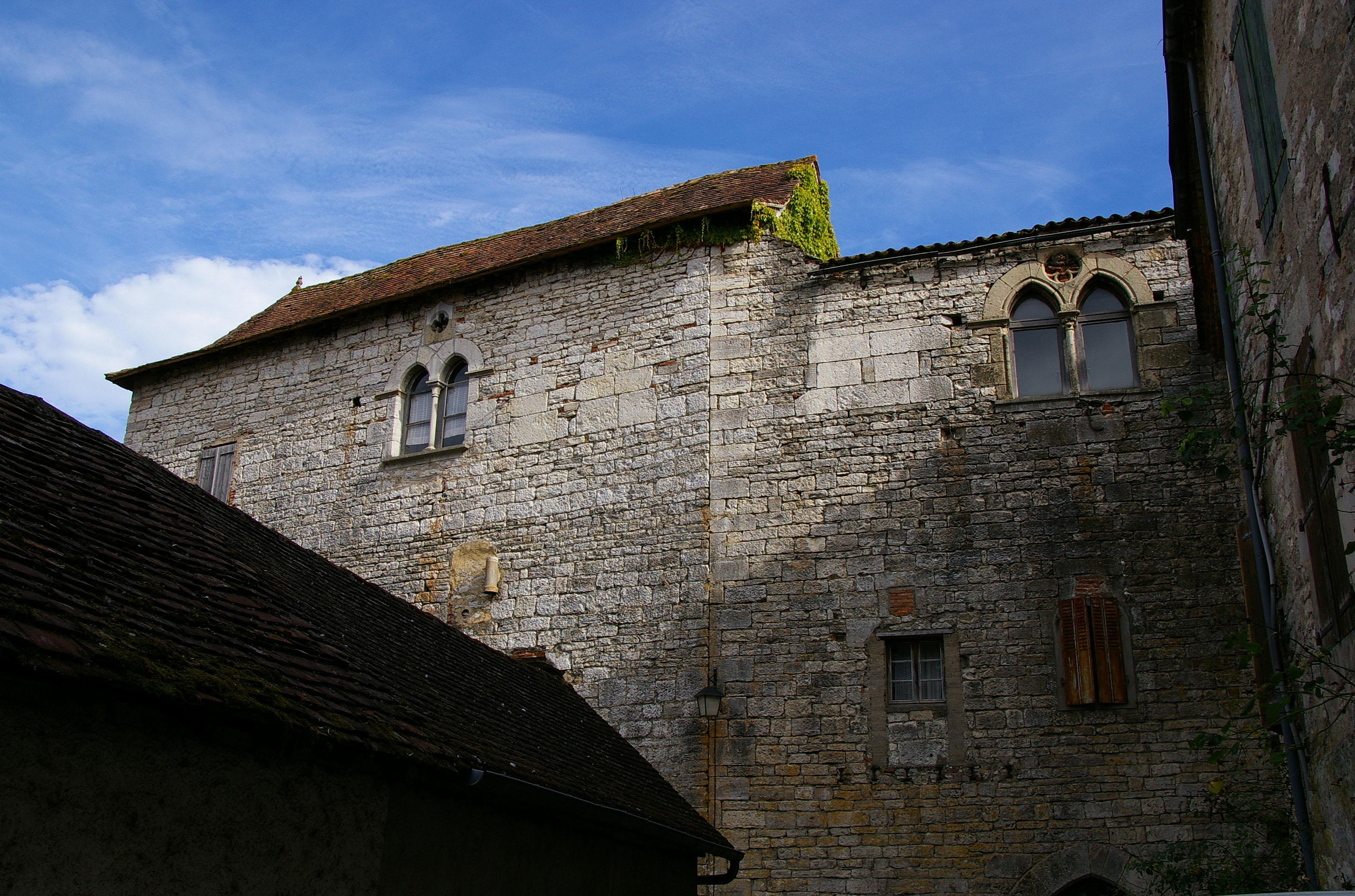
Maison de l'Hébrardie

Cajarc is al eeuwen bewoond. De ligging was dan ook ideaal, op een rotsachtige hoge punt in een grote meander van de Lot. De plek was goed verdedigbaar te maken, de omgeving, de vallei van de Lot, bood voldoende vruchtbare landbouwgrond. Hunebedden in de omgeving duiden op een vroege bewoning van het dal.
De plaats ontstond onder de naam Caïac, later Cajarc. De heren van Cajarc kwamen uit het huis Hébrard. Zij leidden hun geschiedenis terug tot een mythische Romeinse kolonist Caïus Hebrardus die hier een versterkte woonplaats zou hebben gebouwd, het “Maison de l'Hébrardie”. Het huis Hébrard bleef heer in Cajarc, tot een van de telgen bisschop/leenheer van Cahors werd. Hij bracht Cajarc onder de heerschappij van Cahors, wat niet in goede aarde viel en in 1248 leidde tot een opstand. Om de problemen op te lossen gaf in 1256 Barthélémy de Roux, bisschop van Cahors, aan Cajarc stadsrechten. Zo werd Cajarc een stad bestuurd door consuls.
In de Honderdjarige Oorlog zijn in de omgeving veel plaatsen vernietigd, maar Cajarc met zijn imposante verdedigingswerken werd nooit door de Engelse strijdkrachten bezet. Die Engelsen vernietigden overigens wel in 1356 de oude stenen brug over de Lot.
In de 16e-eeuwse godsdienstoorlogen was Cajarc net als Figeac protestants. In de loop van de gevechten in die tijd is de oude romaanse kerk in brand gestoken en vrijwel vernietigd. Bij het Edict van Nantes werd Cajarc toegewezen aan de protestanten als place de sûreté (veiligheidsplaats). Zoals in heel Frankrijk moest het protestantisme het onderspit delven en in 1623 liet Richelieu de verdedigingswerken van Cajarc vernietigen.
Cajarc is in de loop der jaren een redelijk welvarend stadje gebleven, met looierijen, molens en fosfaatmijnen in de omgeving. In de 19e eeuw werden op de plaats van de vroegere omwallingen boulevards afgezoomd met platanen aangelegd. In 1842 werd een hangbrug over de Lot geopend.

## Stadsbeeld
De verschillende verwoestingen hebben gemaakt dat er in Cajarc weinig meer over is van de rijke historie. Alleen de oude ramen van de Hebrardie zijn er nog, en zijn natuurlijk tot monument verklaard. De oude slotgracht is gedempt en is nu de rondweg rond de oude kern van het stadje. Het oude deel van de stad met zijn kleine doorgangen is nog steeds een geliefde toeristische bestemming.
Tegenwoordig is Cajarc het centrum van de saffraan-kweek in de Quercy. Saffraan was volgens geschriften in de 13e eeuw als een bekend product van de Quercy, maar is in de 17e eeuw eigenlijk vrijwel verdwenen. Pas eind 20e eeuw is de Saffraan opnieuw geïntroduceerd, jaarlijks is nu eind oktober in Cajarc het feest van de saffraan.
De pelgrimsroute tussen Faycelles en Cajarc (22,5 km) (Chemin du Puy) is opgenomen in het werelderfgoed.

## Demografie
Onderstaande figuur toont het verloop van het inwonertal (bron: INSEE-tellingen).

## Geografie
De oppervlakte van Cajarc bedroeg op 1 januari 2022 25,1 vierkante kilometer; de bevolkingsdichtheid was toen 45,2 inwoners per km².
Cajarc ligt aan de aan de Lot te midden van de Causse de Cajarc.
De onderstaande kaart toont de ligging van Cajarc met de belangrijkste infrastructuur en aangrenzende gemeenten.

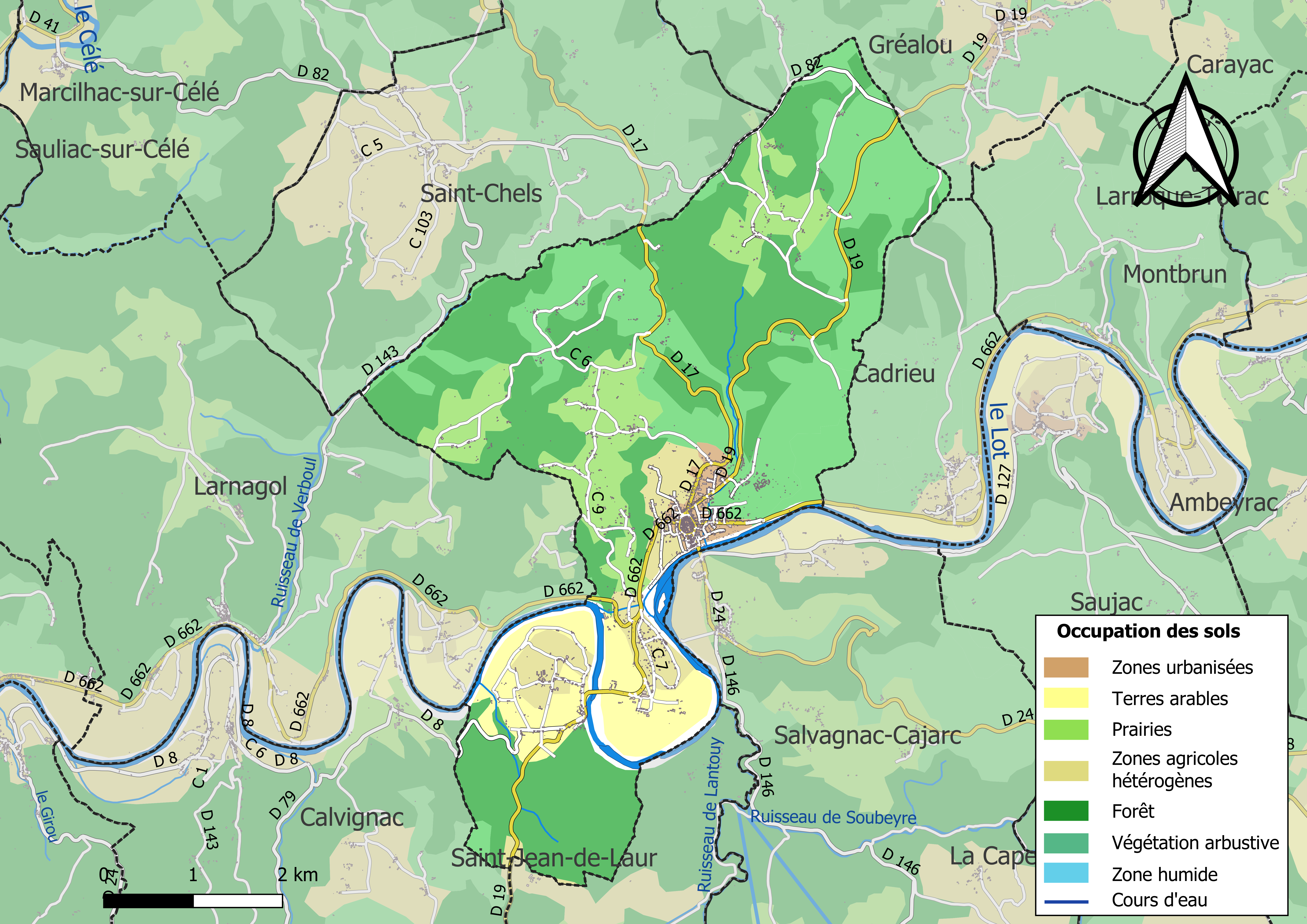

## Prominente inwoners
Een van de meest prominente bewoners van Cajarc was Georges Pompidou, voormalig Frans president. Pompidou heeft er onder meer voor gezorgd dat de weg van Cajarc naar Lalbenque (D19) van goede kwaliteit werd, bij Lalbenque ligt het dichtstbijzijnde vliegveld, en in noodgevallen moest de president daar snel kunnen zijn.
Een ander legaat is het “Centre d’Art Contemporain Georges Pompidou”, een museum voor moderne kunst in Cajarc, met directe banden met het Parijse “Centre Pompidou”. Dit maakt dat er regelmatig bijzondere tentoonstellingen te zien zijn in het museum. Het museum is geen museum voor regionale kunst maar een internationaal gericht museum voor moderne kunst.
Een ander prominent bewoonster van Cajarc was de schrijfster Françoise Sagan (1935-2004) die er ook geboren is.